# نيل واتسون (سياسي)
نيل واتسون (بالإنجليزية: Neil Watson)‏ هو سياسي نيوزلندي، ولد في 10 ديسمبر 1905 في إنفركارجل في نيوزيلندا، وتوفي في 28 أبريل 1990 في روتوروا في نيوزيلندا.